# 李梓萌
李 梓萌（り しもう、リー・ズーモン、1977年7月11日 - ）は、中華人民共和国のニュースキャスター。遼寧省瀋陽市出身。

## 略歴
1977年7月11日、遼寧省瀋陽市に生まれた。1992年に東北育才学校を卒業すると、北京広播学院（現在の中国伝媒大学）に進学した。1996年、中国中央電視台に入社。2000年に中国中央テレビの放送番組に参加し、「文化報道」「国際時報」の司会を務めた。2007年12月から中国中央テレビのメインニュース番組「新聞聯播」のアナウンサーに抜擢された。

## 担当番組
- 新聞聯播